# Port lotniczy Erzurum
Port lotniczy Erzurum (IATA: ERZ, ICAO: LTCE) – port lotniczy położony 11 km od Erzurum, w prowincji Erzurum, w Turcji.

## Linie lotnicze i połączenia
| Linia Lotnicza        | Kierunek                                    |
| --------------------- | ------------------------------------------- |
| AnadoluJet            | 1. Ankara 2. Bursa 3. Stambuł-Sabiha Gökçen |
| Nordwind Airlines     | Sezonowe czartery: 1. Moskwa-Szeremietiewo  |
| Pegasus Airlines      | 1. Ankara 2. Stambuł-Sabiha Gökçen          |
| SunExpress            | 1. Izmir                                    |
| Turkish Airlines      | 1. Stambuł                                  |
| Turkmenistan Airlines | 1. Aszchabad 2. Turkmenbaszy                |